# The Light in the Piazza
The Light in the Piazza és una pel·lícula estatunidenca dirigida per Guy Green, estrenada el 1962. Distribuïda per Metro-Goldwyn-Mayer, Light in the Piazza  és notable perquè les seves localitzacions rodades el 1960 a Florència i a Roma van suposar el premi al fotògraf Otto Heller.

## Argument
Els americans de classe alta Noel i Meg Johnson tenen una filla de vint-i-sis anys anomenada Clara. Clara va patir una lesió al cap quan era una nena que la va deixar mentalment impossibilitada. La capacitat mental de Clara és equivalent a la d'un nen de deu anys. La cura de Clara ha posat pressió entre Noel i Meg, agafats a l'esperança que un dia Clara pugui portar una vida "normal". En unes vacances per Itàlia, Meg i Clara es troben un italià de vint-i-tres anys anomenat Fabrizio Naccarelli a Florència.

## Repartiment
- Olivia de Havilland: Meg Johnson
- Rossano Brazzi: Signor Naccarelli
- Yvette Mimieux: Clara Johnson Naccarelli
- George Hamilton: Fabrizio Naccarelli
- Isabel Dean: Miss Hawtree
- Moultrie Kelsall: El ministre
- Nancy Nevinson: Signora Naccarelli
- Barry Sullivan: Noel Johnson

## Premis i nominacions
Nominacions
- 1963. BAFTA al millor actor per George Hamilton